# Rhamphomyia foveata
Rhamphomyia foveata är en tvåvingeart som beskrevs av Frey 1950. Rhamphomyia foveata ingår i släktet Rhamphomyia och familjen dansflugor. Inga underarter finns listade i Catalogue of Life.